# Johan Gielis
Johan Gielis (ur. 8 lipca 1962) – belgijski inżynier, matematyk i przedsiębiorca.

## Superformuła
W 1997 opublikował wzór – superformułę (uogólnienie wzoru superelipsy). Wzór ten pozwala odtworzyć kształty występujące w naturze, np. kwiaty, zwierzęta.
{\displaystyle {\frac {1}{r}}={\sqrt[{n_{1}}]{\,\left|{\frac {1}{a}}\cos \left({\frac {m}{4}}\phi \right)\right|^{n_{2}}+\left|{\frac {1}{b}}\sin \left({\frac {m}{4}}\phi \right)\right|^{n_{3}}}},}
gdzie:
{\displaystyle r} – odległość punktu od pozycji środka dla danego kąta {\displaystyle \Phi ,}
{\displaystyle \Phi } – zmienna – kąt,
{\displaystyle m} – współczynnik symetrii,
{\displaystyle n_{1},} {\displaystyle n_{2},} {\displaystyle n_{3}} – współczynniki kształtu,
{\displaystyle a,} {\displaystyle b} – wymiar poziomy i pionowy.

## Prace naukowe
- Johan Gielis: Inventing the circle. The geometry of nature, Antwerpen: Geniaal Press, 2003, ISBN 90-807756-1-4.
- Johan Gielis: A generic geometric transformation that unifies a wide range of natural an abstract shapes, „American Journal of Botany” 3(90)/2003, s. 333–338.